# Metareva albescens
Metareva albescens är en fjärilsart som beskrevs av Paul Dognin 1902. Metareva albescens ingår i släktet Metareva och familjen björnspinnare. Inga underarter finns listade i Catalogue of Life.